# Vitorla-ének
Vitorla-ének – Fiatal költők antológiája. 1967-ben jelent meg a bukaresti Ifjúsági Könyvkiadónál, Lászlóffy Aladár válogatásában és előszavával.

## A kötet tartalma
A kötetbe bekerült huszonnyolc fiatal költő közül néhánynak már önálló kötete volt (Cseke Gábor, Király László, Palocsay Zsigmond), mások (Balla Zsófia, Csiki László, Éltető József, Farkas Árpád, Kenéz Ferenc, Magyari Lajos, Miklós László) a következő egy-két évben léptek önálló kötettel a nyilvánosság elé.
Az irodalomtörténészek ettől a kötettől számítják a második Forrás-nemzedék jelentkezését.